# Madonna Litta
La Madonna Litta è un dipinto a tempera su tavola (42x33 cm) attribuito generalmente a Leonardo da Vinci, ma eseguito in gran parte da uno dei suoi allievi, forse Giovanni Antonio Boltraffio o Marco d'Oggiono, su un probabile originale perduto del maestro; databile al 1490 circa, è conservato nel Museo dell'Ermitage a San Pietroburgo.

## Attribuzione
Al Museo dell'Ermitage il quadro è presentato come opera di Leonardo da Vinci. L'attribuzione a Boltraffio è discussa, benché sia avallata dai maggiori esperti. Un'altra ipotesi è l'attribuzione a Marco d'Oggiono.

## Storia
Il periodo di realizzazione della Madonna Litta, relativamente alla biografia di Leonardo da Vinci, corrisponderebbe al suo primo soggiorno in Lombardia, alla corte degli Sforza.
Secondo il professor Carlo Pedretti, proprio nella Madonna Litta si vedono le prime tracce del cosiddetto leonardismo, cioè di una vera e propria scuola lombarda di pittura diretta dallo stesso da Vinci e caratterizzata da un modo di rappresentare le figure molto nitide e con colori vivaci rispetto al passato. Della Madonna Litta esistono due bozzetti a mano di Leonardo oggi esposti al museo del Louvre ed al Städel Museum di Francoforte.
La storia del dipinto è tracciabile a ritroso fino al 1784, quando fu acquistato da Alberico XII Barbiano di Belgioioso d’Este (1725-1813) il 21 gennaio 1784, da Giuseppe Rho.
Secondo alcuni la tavola era precedentemente conservata presso il Santuario della Madonna di Campagna di Piacenza.
Entrò a far parte della collezione Litta nel 1814, quando fu scelto in legato da Alberto Litta Visconti Arese (1759-1832), a compenso per il suo ruolo di esecutore testamentario dello stesso Alberico XII.
Nel 1865 Antonio II Litta Visconti Arese (1819-1866) lo vendette allo zar Alessandro II di Russia, che lo pagò una cifra paragonabile a 2,5 milioni di euro. Inizialmente l'opera fu posta a Mosca, per poi passare all'Ermitage che decise di esporla solo dopo la fine della Seconda Guerra Mondiale.